# Handschrift (document)

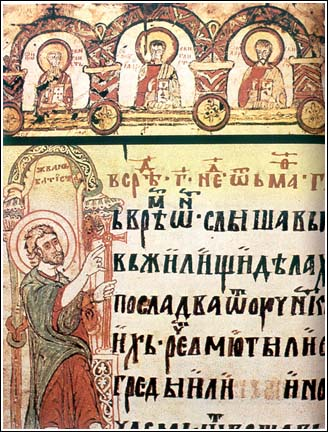
Miroslav Evangelie

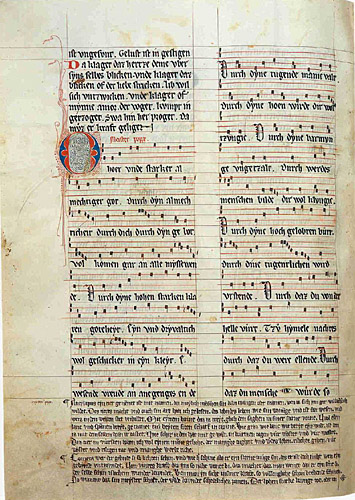
Muziekhandschrift uit Jena

Handschrift is een verzamelnaam voor documenten die met de hand geschreven zijn. Het materiaal waarop de tekst is neergeschreven, heet de drager. In het geval van handschriften is dit voornamelijk papyrus, dierenhuid (waarvan perkament gemaakt werd) of papier. Handschriften bestaan in verschillende formaten: boek (codex), rol of ook losse vellen.

## Geschiedenis
Al in het oude Egypte produceerde men handschriften, meestal op papyrus. De bibliotheek van Alexandrië is daarvan een goed voorbeeld. In de westerse wereld werden handschriften tot de 13de eeuw voornamelijk op perkament geschreven. Vanaf de 12de eeuw werd geleidelijk meer voor papier gekozen, dat vanuit de moslimlanden via Italië en Spanje werd ingevoerd; hierdoor werd de productie van manuscripten minder kostbaar en nam deze sterk toe.
Wanneer de tekst met de hand versierd is (in tegenstelling tot gedrukte versiering, bv. houtsneden), spreekt men over verluchte handschriften. Decoratie in middeleeuwse handschriften diende niet enkel ter verfraaiing of ter illustratie, maar ook - bij gebrek aan leeshulpen als inhoudstafels of paginanummers - om de tekst te structureren. Bij handschriften spreekt men trouwens niet van pagina's, maar folio's (recto en verso).
In de westerse middeleeuwen werden handschriften voornamelijk gekopieerd in kloosters en (in de latere middeleeuwen) in professionele ateliers in de steden. De persoon die het model (de autograaf of al een kopie daarvan) of de legger afschreef, is de kopiist. De rode titels (rubrieken) werden aangebracht door de rubricator. De verluchter of miniaturist bracht de decoratie aan. Door de gebruikte materialen en de vele uren werk die in de productie van een handschrift kropen, waren (en zijn) handschriften zeer kostbaar.
De stijl en de kwaliteit van het schrift varieert naargelang de periode, de context en de graad van luxe van het handschrift. De discipline die de verschillende schriftstijlen bestudeert (bv. de karolingische minuskel), is de paleografie. Indien het een handschrift in codex-formaat is, kunnen de fysieke kenmerken van het boek (bv. de drager of de binding) bestudeerd worden door codicologen. De decoratieve elementen worden door kunsthistorici bestudeerd. De inhoud van de tekst(en) is voer voor filologen.
Veel geschriften uit de oudheid gingen voorgoed verloren als het enige of laatste exemplaar verdween door bijvoorbeeld slijtage, diefstal of brand. Van de werken van belangrijke auteurs waarnaar wel vraag was werden geregeld kopieën gemaakt en er zijn soms honderden handschriften bekend. In 2009 is berekend dat er in West-Europa van de 6de tot en met de 15de eeuw elf miljoen handgeschreven boeken zijn geschreven, op perkament of vanaf de twaalfde eeuw op papier. In deze periode waren boeken een luxeproduct, bestemd voor de elite: aanvankelijk de religieuze elite, vanaf 1100 geleidelijk ook die uit de steden en uit academische milieus. Verspreid over de hele wereld zijn er in openbare en privébibliotheken nog 700.000 handschriften over.

## Enkele genres handschriften

### Bijbelse handschriften
De Bijbel is door verschillende mensen en in de loop van circa 1500 jaar tot stand gekomen. De oorspronkelijke handschriften van de Bijbel zijn alle verloren gegaan. Er bestaat dus bijvoorbeeld geen originele brief meer die persoonlijk door de apostel Paulus is geschreven. Wel zijn de oorspronkelijke handschriften steeds gekopieerd. Overschrijven was in de Oudheid de gebruikelijke manier van vermenigvuldigen van brieven en documenten. Van de Bijbel is in de loop der tijd een grote hoeveelheid handschriften gevonden. De tekstwetenschap van de Bijbel tracht uit de verschillende handschriften, op basis van opgestelde regels, zo zorgvuldig mogelijk de oorspronkelijke tekst te achterhalen. Uiteraard blijft dat een werk met vragen en keuzes omgeven. Door de vondst van de Dode Zeerollen zijn weer vele handschriften van het Oude Testament beschikbaar gekomen. Het was opmerkelijk dat deze nieuw gevonden handschriften eigenlijk nauwelijks afweken van de reeds beschikbare handschriften. Over het algemeen ging men in het overschrijven kennelijk zeer nauwkeurig te werk.
Het oudste handschrift van het Nieuwe Testament stamt uit circa 125 na Christus. Het is een gedeelte uit het Evangelie volgens Johannes (Joh. 18: 31-33 en Joh. 18:37-38). Dit handschrift staat wetenschappelijk bekend onder de code P52. De tekst is geschreven op papyrus. Er zijn circa 5700 Griekse handschriften van het Nieuwe Testament bekend. Dit is meer dan van welke klassieke tekst uit de oudheid ook.

### Profaneliteratuur opgeslagen in handschriften
De gehele Middelnederlandse literatuur is ons overgeleverd via handgeschreven producties. De producten werden tegen betaling per regel vervaardigd door eenmansbedrijfjes van beroepskopiisten in zogenoemde schrijfhuisjes. Dit leidde tot verzamelhandschriften. In deze periode was het verzamelhandschrift de productie-eenheid van literatuur en niet de tekst als zodanig. Pas de drukpers zou de afzonderlijke tekst als op zich zelf staande eenheid vestigen. 

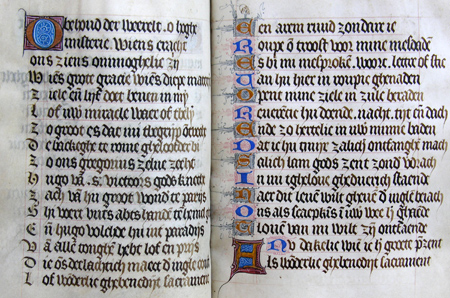
Acrostichon Anthonis de Roovere in een 15de-eeuws handschrift (Openbare Bibliotheek Brugge, Ms. 711)

 Als motivatie tot het handmatig vastleggen van gesproken teksten blijkt sterk aanwezig dat men over een correcte tekst kon beschikken om hem uit het hoofd te kunnen leren. Immers, literaire teksten in de volkstaal bestonden tot voorheen voor de omgeving slechts als rijmende klank en geluid met een ritme en metrum. Ze werden mondeling overgeleverd als een vorm van orale geschiedenis.
Bekende voorbeelden van verzamelhandschriften zijn de Manesse Codex, het Gruuthuse-handschrift, het Geraardsbergse handschrift en het Hulthemse handschrift. Een waar kunstwerk is het middeleeuws profane manuscript De Graal van Rochefoucauld, kunstig verlucht met miniaturen.

### Muziekhandschriften
Vanaf het ontstaan van de muzieknotatie in zijn oudste vorm in de 9e eeuw met het neumenschrift verschijnen handschriften met muziek. Zij vormen, naast teksten waarin sprake is van muziek, de enige bronnen voor de bestudering van de muziekgeschiedenis tot het verschijnen van de Odhecaton in 1501, het eerste gedrukte muziekboek.
Universiteitsbibliotheken en andere wetenschappelijke of erfgoedbibliotheken hebben veelal een aparte afdeling voor de bestudering van handschriften en oude drukken (boeken gedrukt vanaf de uitvinding van de boekdrukkunst rond 1450 tot de industrialisering van het boekbedrijf vanaf ongeveer 1800).